# Saint-Germain-Langot
Pour les articles homonymes, voir Saint-Germain et Langot.
Saint-Germain-Langot est une commune française située dans le département du Calvados en région Normandie, peuplée de 352 habitants.

## Géographie

### Hydrographie
La commune est située dans le bassin Seine-Normandie. Elle est drainée par la Laize, le ruisseau du Grand Etang, le ruisseau de l'Étre, le ruisseau Langot, le ruisseau de la Rue et le ruisseau des Trois Minettes,,.
La Laize, d'une longueur de 32 km, prend sa source dans la commune de Martigny-sur-l'Ante et se jette  dans l'Orne à Laize-Clinchamps, après avoir traversé 15 communes. 

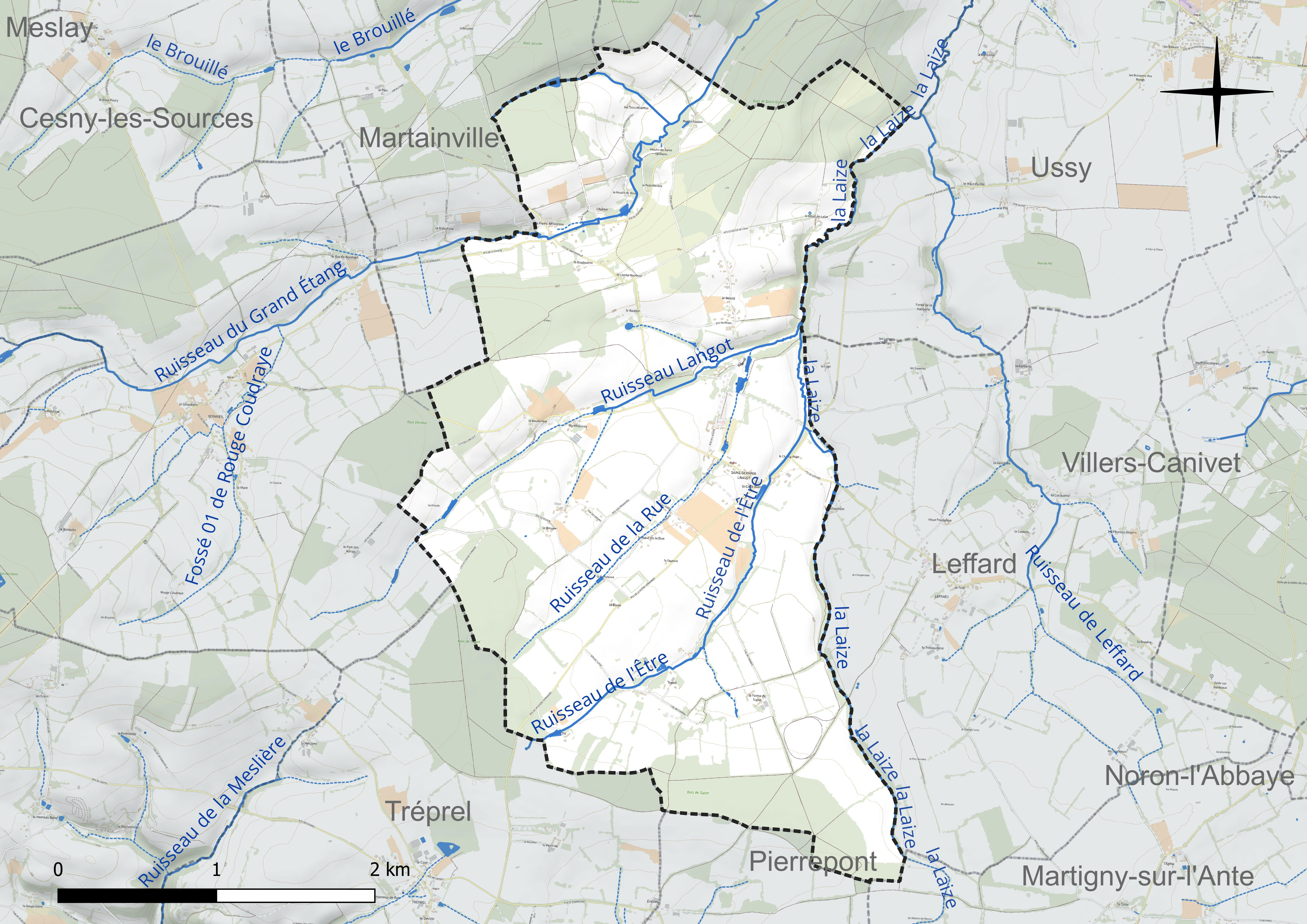
Réseau hydrographique de Saint-Germain-Langot.

### Climat
Pour des articles plus généraux, voir Climat de la Normandie et Climat du Calvados.
En 2010, le climat de la commune est de type climat océanique franc, selon une étude du CNRS s'appuyant sur une série de données couvrant la période 1971-2000. En 2020, Météo-France publie une typologie des climats de la France métropolitaine dans laquelle la commune est exposée à un climat océanique et est dans la région climatique Normandie (Cotentin, Orne), caractérisée par une pluviométrie relativement élevée (850 mm/a) et un été frais (15,5 °C) et venté. Parallèlement le GIEC normand, un groupe régional d'experts sur le climat, différencie quant à lui, dans une étude de 2020, trois grands types de climats pour la région Normandie, nuancés à une échelle plus fine par les facteurs géographiques locaux. La commune est, selon ce zonage, exposée à un « climat contrasté des collines », correspondant au Bocage normand, bien arrosé, voire très arrosé sur les reliefs les plus exposés au flux d'ouest, et frais en raison de l'altitude.
Pour la période 1971-2000, la température annuelle moyenne est de 10,3 °C, avec  une amplitude thermique annuelle de 13 °C. Le cumul annuel moyen de précipitations est de 824 mm, avec 12,6 jours de précipitations en janvier et 7,9 jours en juillet. Pour la période 1991-2020, la température moyenne annuelle observée sur la station météorologique la plus proche, située sur la commune de Pierrefitte-en-Cinglais à 5 km à vol d'oiseau, est de 11,2 °C et le cumul annuel moyen de précipitations est de 806,5 mm,. Pour l'avenir, les paramètres climatiques de la commune estimés pour 2050 selon différents scénarios d'émission de gaz à effet de serre sont consultables sur un site dédié publié par Météo-France en novembre 2022.

## Urbanisme

### Typologie
Au 1er janvier 2024, Saint-Germain-Langot est catégorisée commune rurale à habitat dispersé, selon la nouvelle grille communale de densité à 7 niveaux définie par l'Insee en 2022.
Elle est située hors unité urbaine. Par ailleurs la commune fait partie de l'aire d'attraction de Caen, dont elle est une commune de la couronne,. Cette aire, qui regroupe 296 communes, est catégorisée dans les aires de 200 000 à moins de 700 000 habitants,.

### Occupation des sols
L'occupation des sols de la commune, telle qu'elle ressort de la base de données européenne d'occupation biophysique des sols Corine Land Cover (CLC), est marquée par l'importance des territoires agricoles (75 % en 2018), une proportion identique à celle de 1990 (75 %). La répartition détaillée en 2018 est la suivante : 
prairies (48,2 %), forêts (24,3 %), terres arables (24,2 %), zones agricoles hétérogènes (2,7 %), milieux à végétation arbustive et/ou herbacée (0,7 %). L'évolution de l'occupation des sols de la commune et de ses infrastructures peut être observée sur les différentes représentations cartographiques du territoire : la carte de Cassini (XVIIIe siècle), la carte d'état-major (1820-1866) et les cartes ou photos aériennes de l'IGN pour la période actuelle (1950 à aujourd'hui).

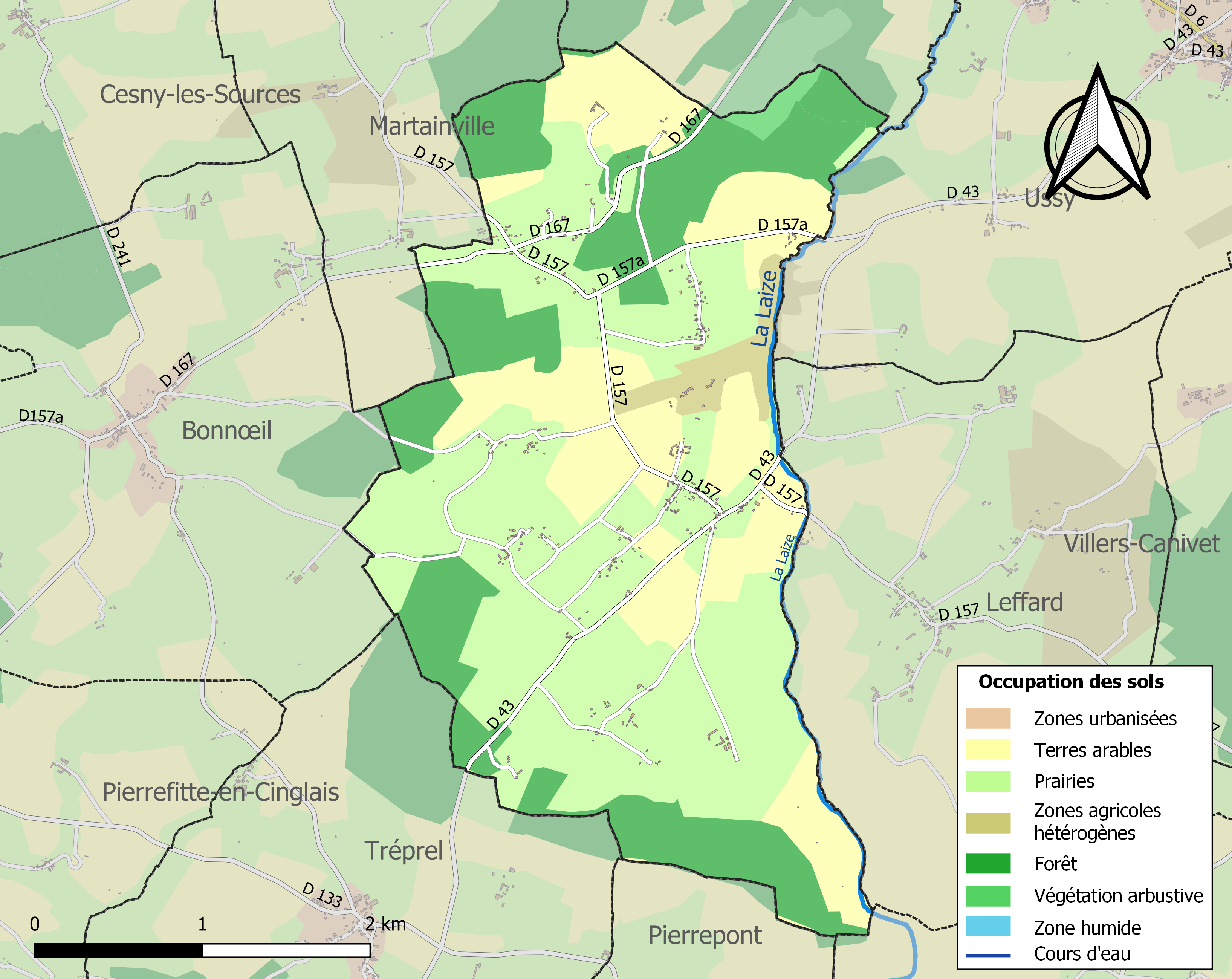
Carte des infrastructures et de l'occupation des sols de la commune en 2018 (CLC).

## Toponymie
Le nom de la localité est attesté sous les formes Sanctus Germanus Angot en 1294, L'angot en 1284, Saint Germain Langot en 1793, Germain-Langot en 1801.
L'hagiotoponyme Saint-Germain évoque Germain de Paris, également appelé Germain d'Autun, né à Autun en 496, mort à Paris en 576, homme d'Église de l'époque mérovingienne, évêque de Paris en 555.
Le nom primitif de la localité a été renforcé d'un nom de seigneur dès le XIIIe siècle, le déterminatif du toponyme représente le nom de personne normand Angot qui figure notamment dans Gaumesnil , anciennement Masnil Ansgot (autrefois un village, rattaché par la suite à Cintheaux) et dans différents Angoville (par exemple Angoville).

## Politique et administration
| Période                                  | Période       | Identité                   | Étiquette | Qualité                                          |
| ---------------------------------------- | ------------- | -------------------------- | --------- | ------------------------------------------------ |
| Les données manquantes sont à compléter. |               |                            |           |                                                  |
| 1904                                     | 1937          | M. le marquis d'Oilliamson |           | Châtelain de Saint-Germain-Langot Démissionnaire |
| 1937                                     |               | M. le vicomte d'Oilliamson |           | Châtelain de Saint-Germain-Langot                |
| Les données manquantes sont à compléter. |               |                            |           |                                                  |
| Mars 1983                                | Novembre 1991 | Michel Olivier             | SE        | Agriculteur pépiniériste                         |
| décembre 1991                            | mars 2001     | Jean Périer                |           |                                                  |
| mars 2001                                | mars 2014     | Régis Hie                  | SE        |                                                  |
| mars 2014                                | En cours      | Jacqueline Coudière        | SE        | Retraitée de l'Éducation nationale               |

Le conseil municipal est composé de dix membres (pour onze sièges) dont le maire et deux adjoints.

## Démographie
L'évolution du nombre d'habitants est connue à travers les recensements de la population effectués dans la commune depuis 1793. Pour les communes de moins de 10 000 habitants, une enquête de recensement portant sur toute la population est réalisée tous les cinq ans, les populations de référence des années intermédiaires étant quant à elles estimées par interpolation ou extrapolation. Pour la commune, le premier recensement exhaustif entrant dans le cadre du nouveau dispositif a été réalisé en 2005.
En 2022, la commune comptait 352 habitants, en évolution de +10 % par rapport à 2016 (Calvados : +1,58 %, France hors Mayotte : +2,11 %).
| 1793 | 1800 | 1806 | 1821 | 1831 | 1836 | 1841 | 1846 | 1851 |
| ---- | ---- | ---- | ---- | ---- | ---- | ---- | ---- | ---- |
| 576  | 442  | 553  | 557  | 591  | 594  | 609  | 595  | 569  |

| 1856 | 1861 | 1866 | 1872 | 1876 | 1881 | 1886 | 1891 | 1896 |
| ---- | ---- | ---- | ---- | ---- | ---- | ---- | ---- | ---- |
| 585  | 565  | 550  | 516  | 507  | 511  | 476  | 502  | 439  |

| 1901 | 1906 | 1911 | 1921 | 1926 | 1931 | 1936 | 1946 | 1954 |
| ---- | ---- | ---- | ---- | ---- | ---- | ---- | ---- | ---- |
| 425  | 411  | 370  | 373  | 328  | 308  | 271  | 286  | 282  |

| 1962 | 1968 | 1975 | 1982 | 1990 | 1999 | 2005 | 2006 | 2010 |
| ---- | ---- | ---- | ---- | ---- | ---- | ---- | ---- | ---- |
| 278  | 268  | 232  | 243  | 246  | 271  | 270  | 277  | 311  |

| 2015 | 2020 | 2022 | - | - | - | - | - | - |
| ---- | ---- | ---- | - | - | - | - | - | - |
| 316  | 343  | 352  | - | - | - | - | - | - |

## Lieux et monuments
- Le château de Saint-Germain-Langot (privé).
- Église Saint-Germain. Chœur gothique, nef XVIIe siècle. Sacristie Renaissance. Lutrin. Statue de saint Ortaire.

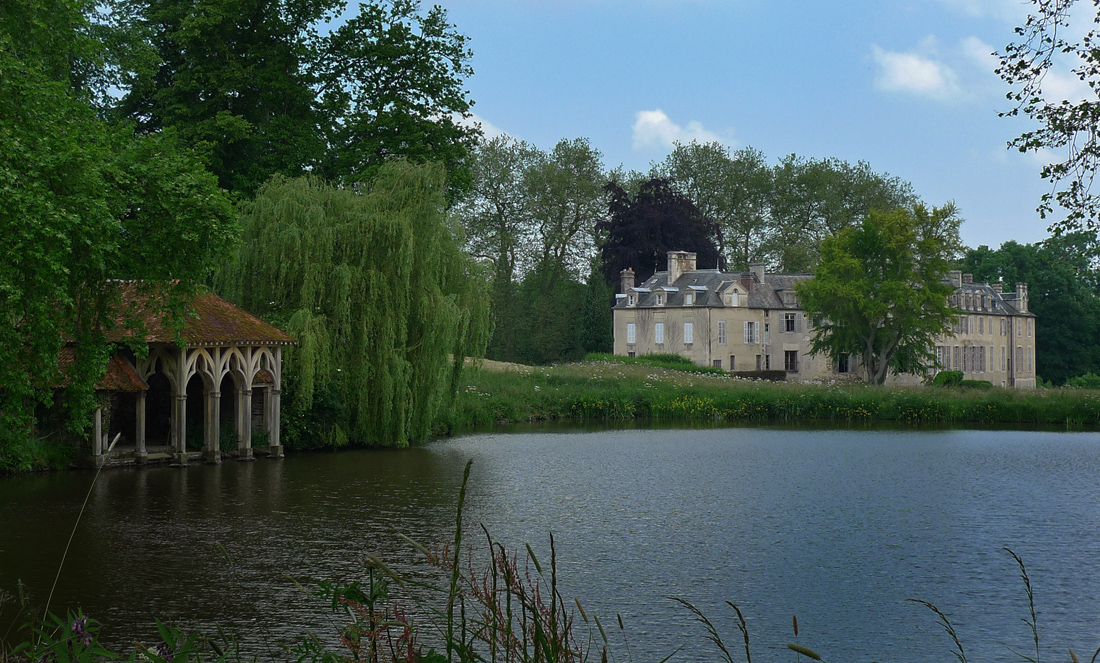
Château de Saint-Germain-Langot.
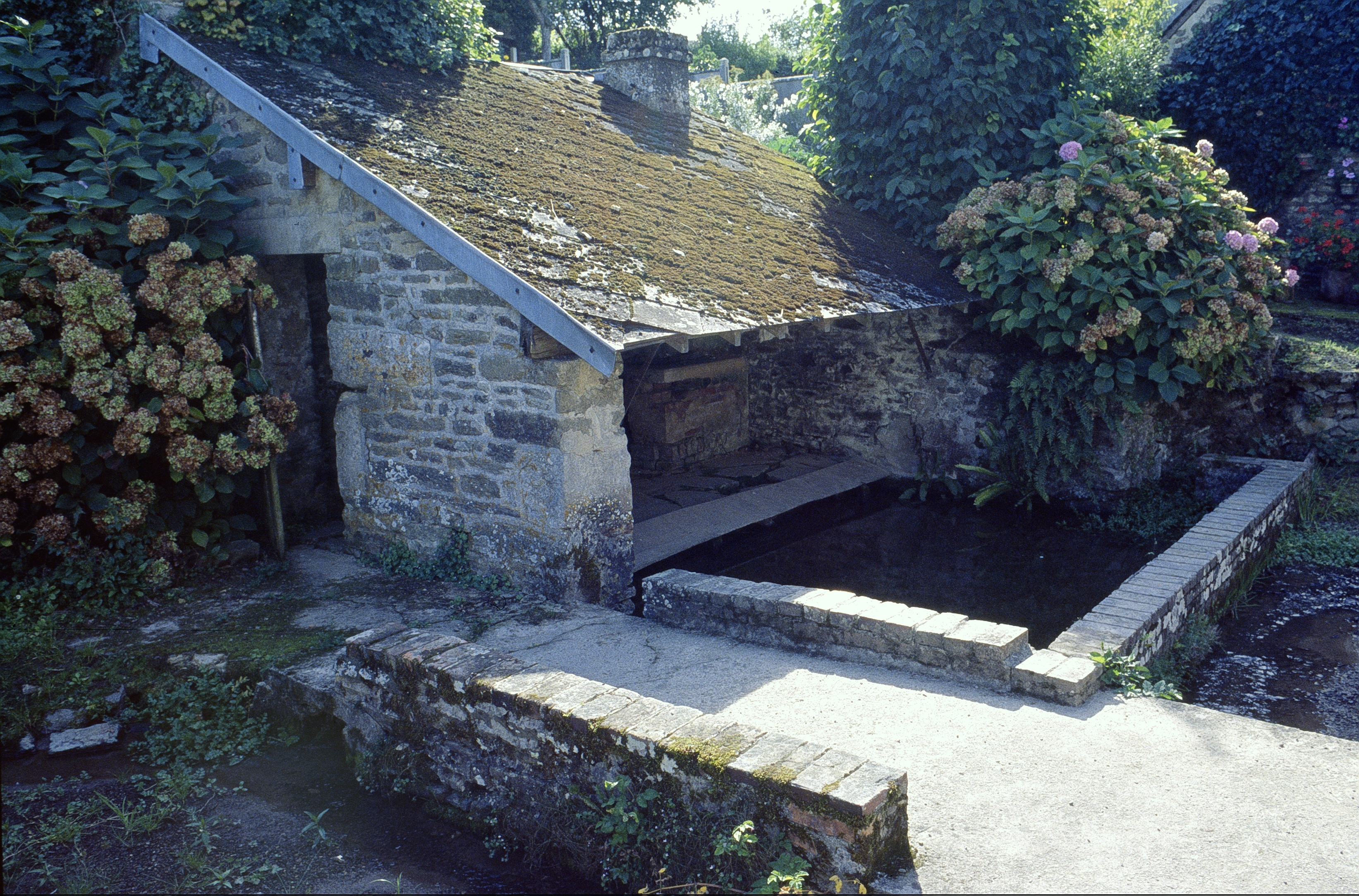
Le lavoir.
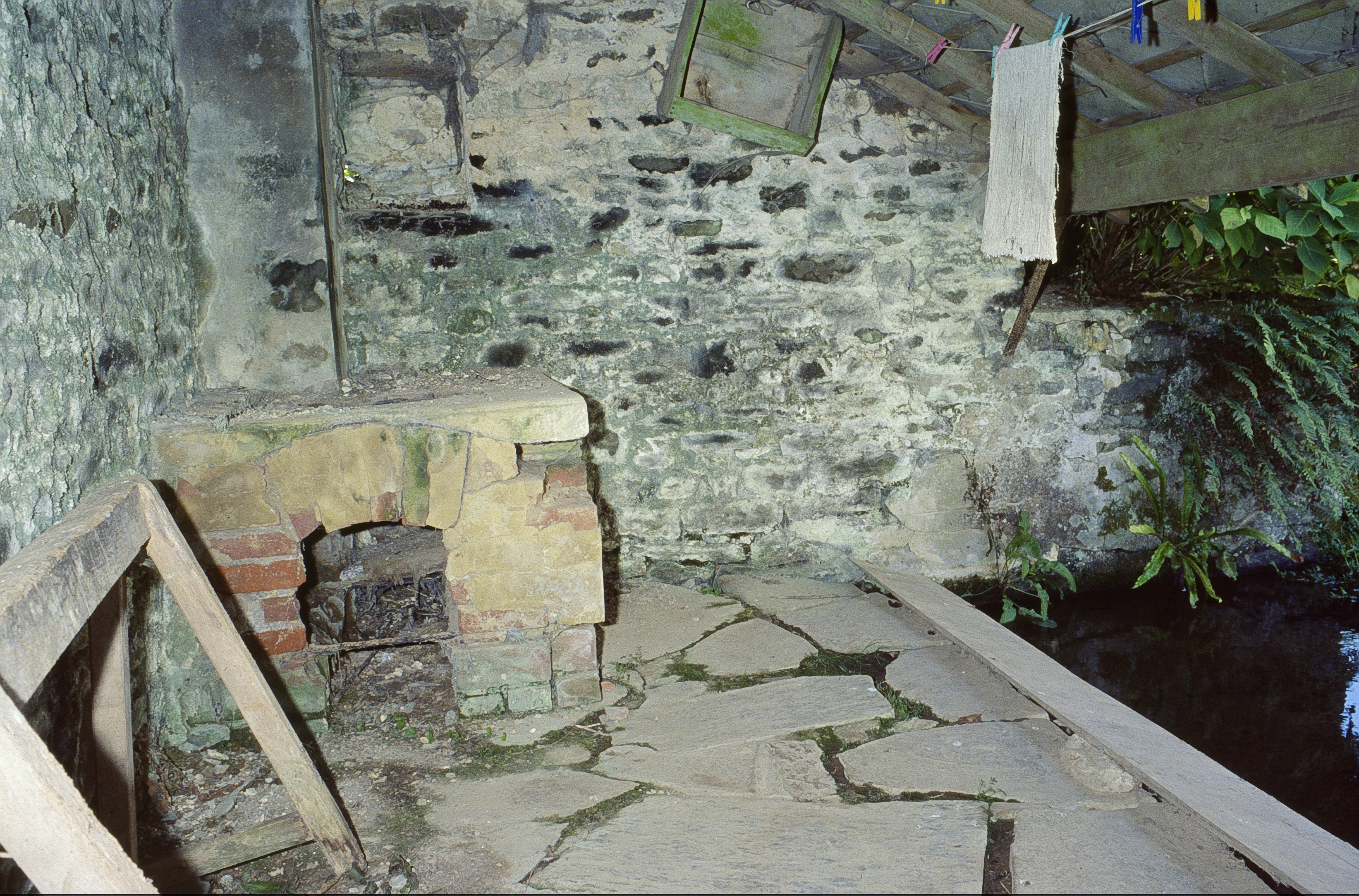
L'intérieur du lavoir.
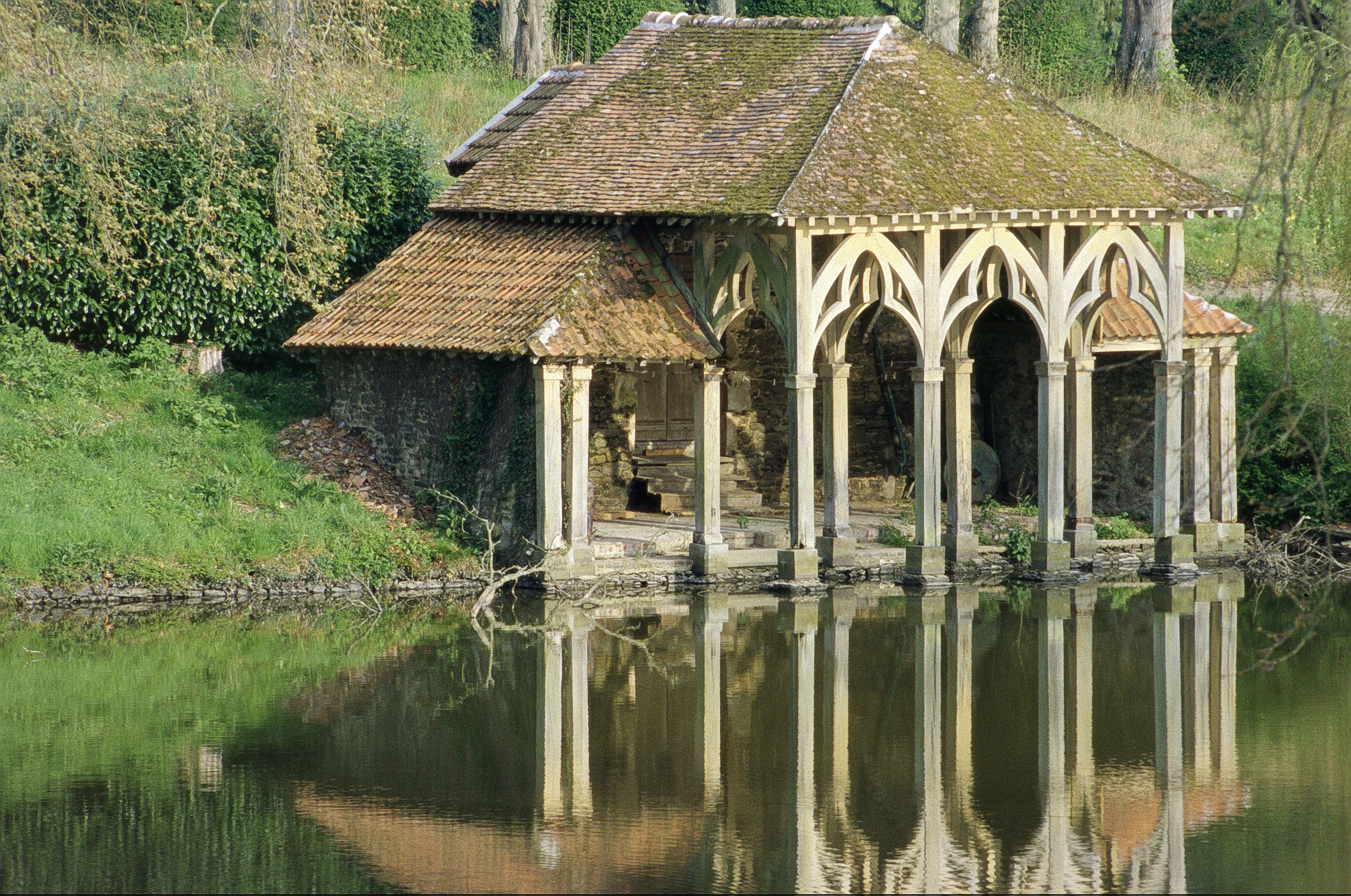
L'ancien lavoir du château (privé).
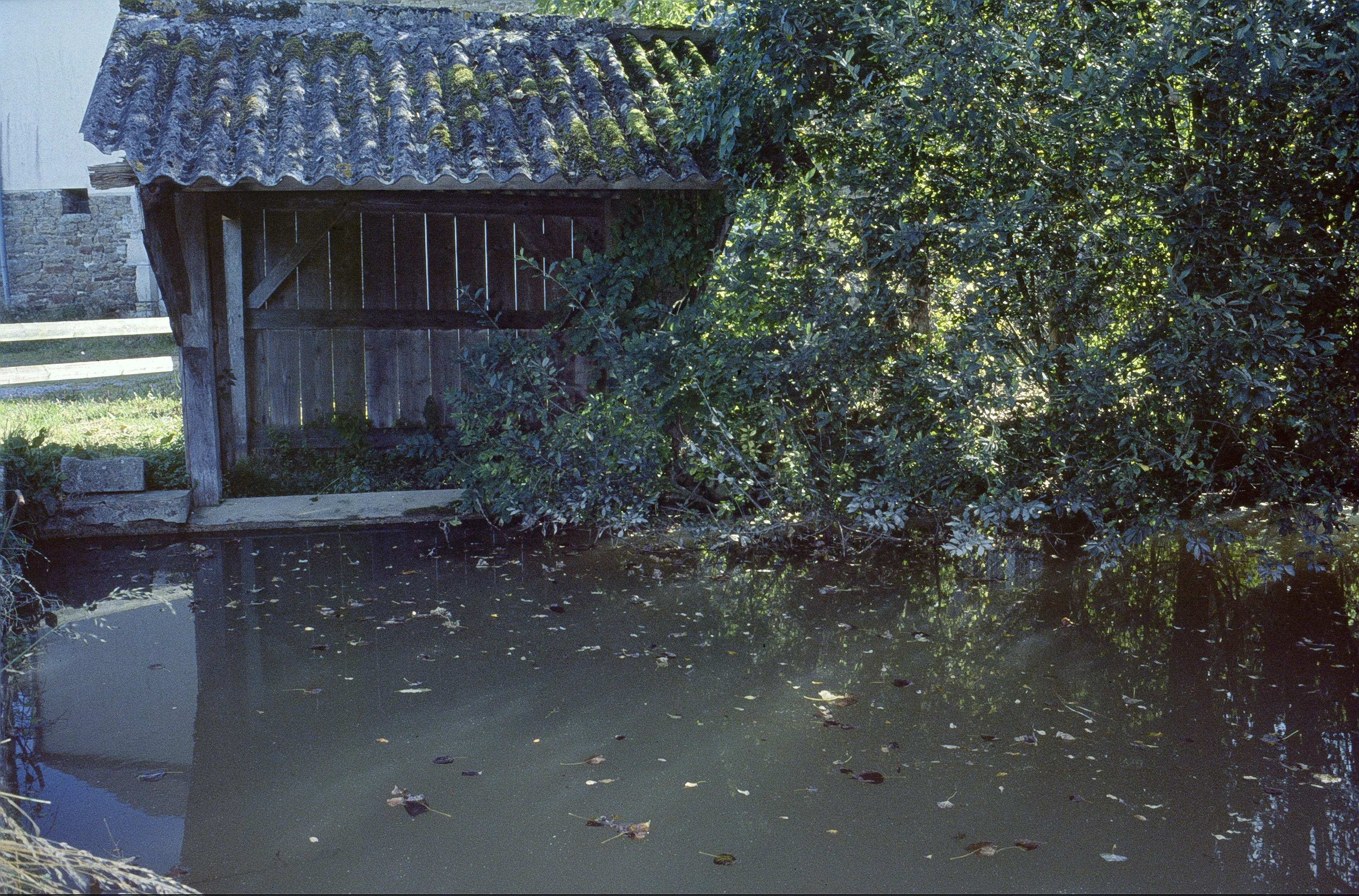
Le lavoir du lieu-dit la Commune.
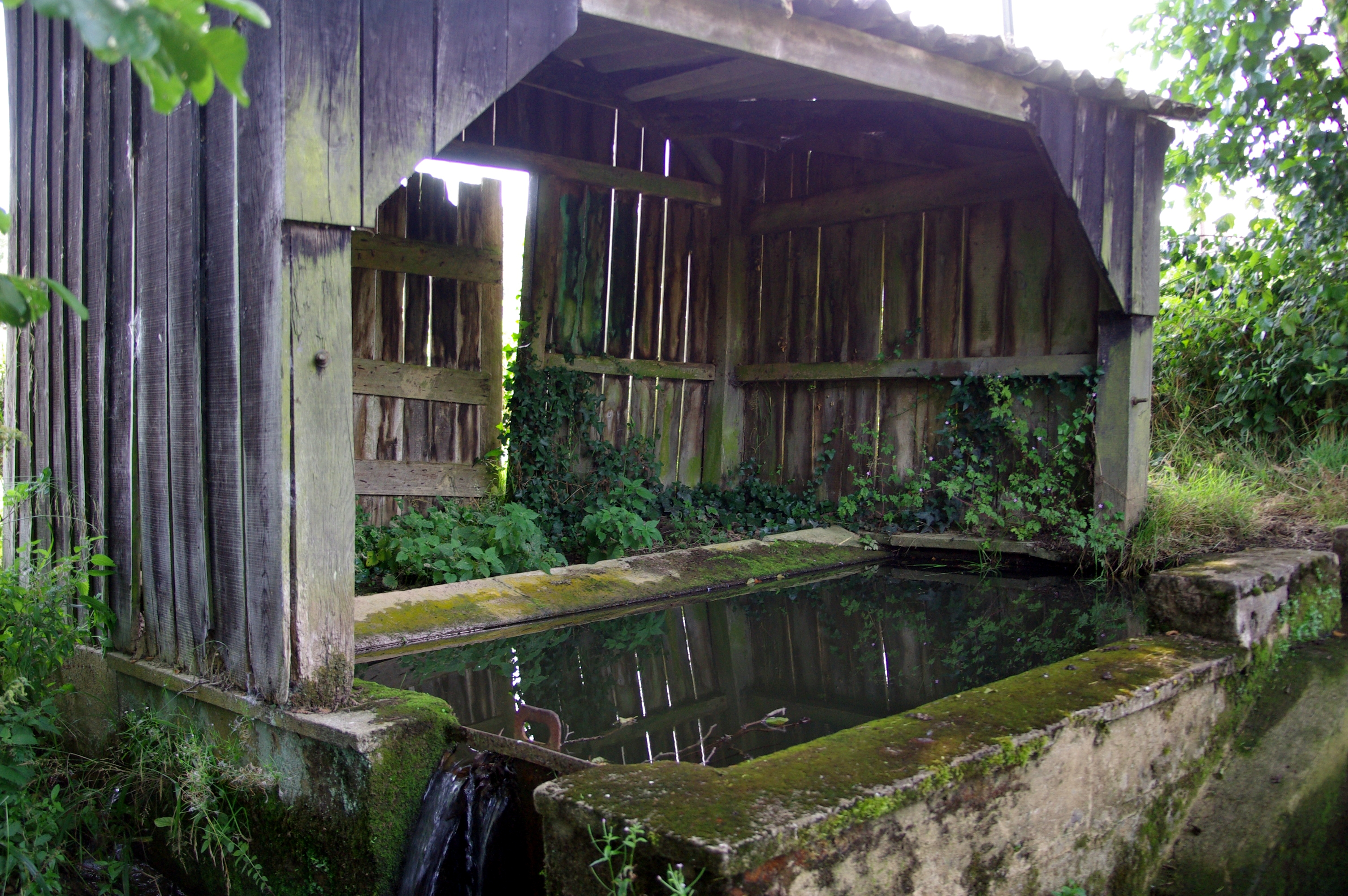
Lavoir sur le ruisseau de la Fontaine du Prêtre situé au lieu-dit l'Asénie.
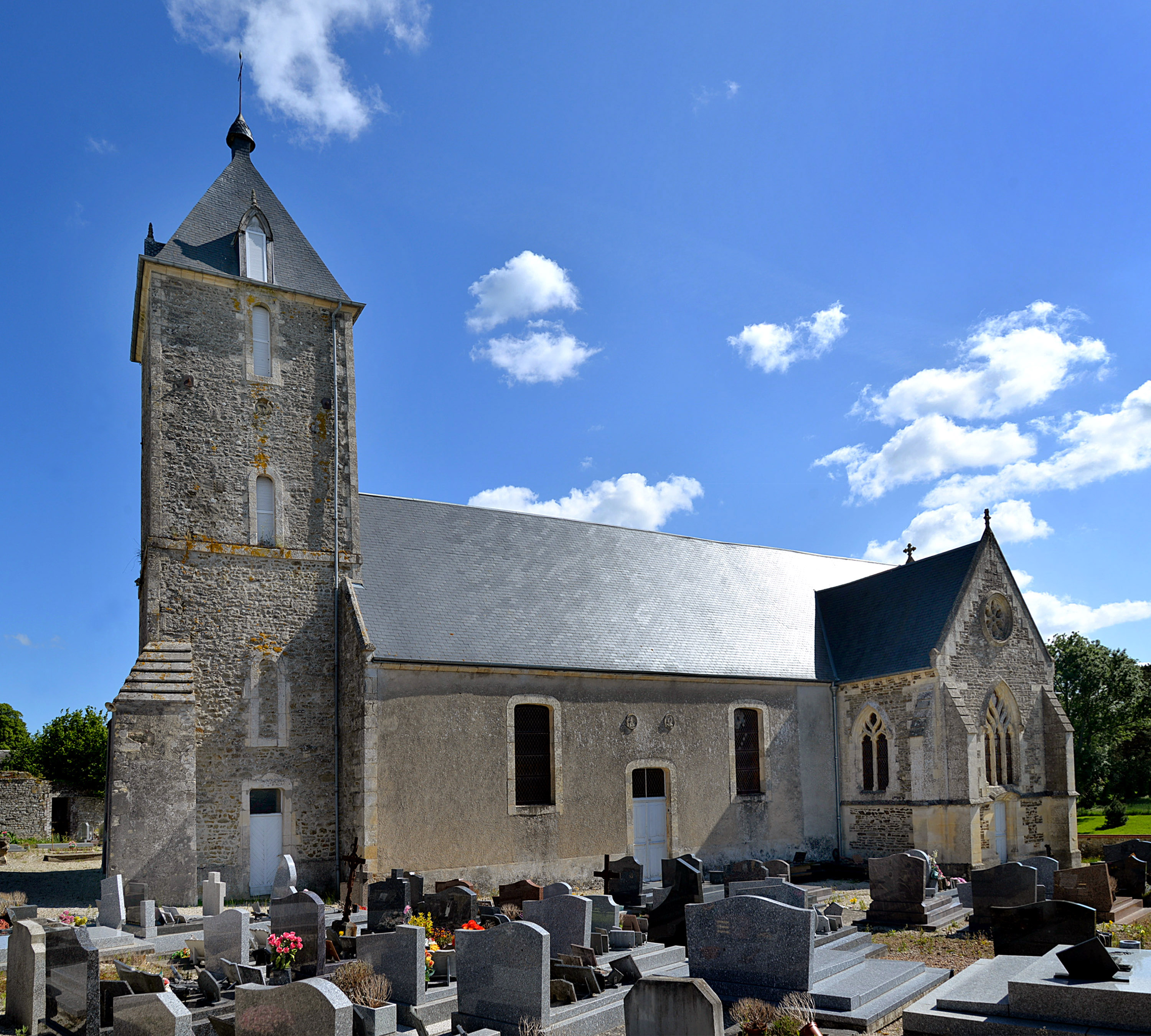
L'église Saint-Germain.
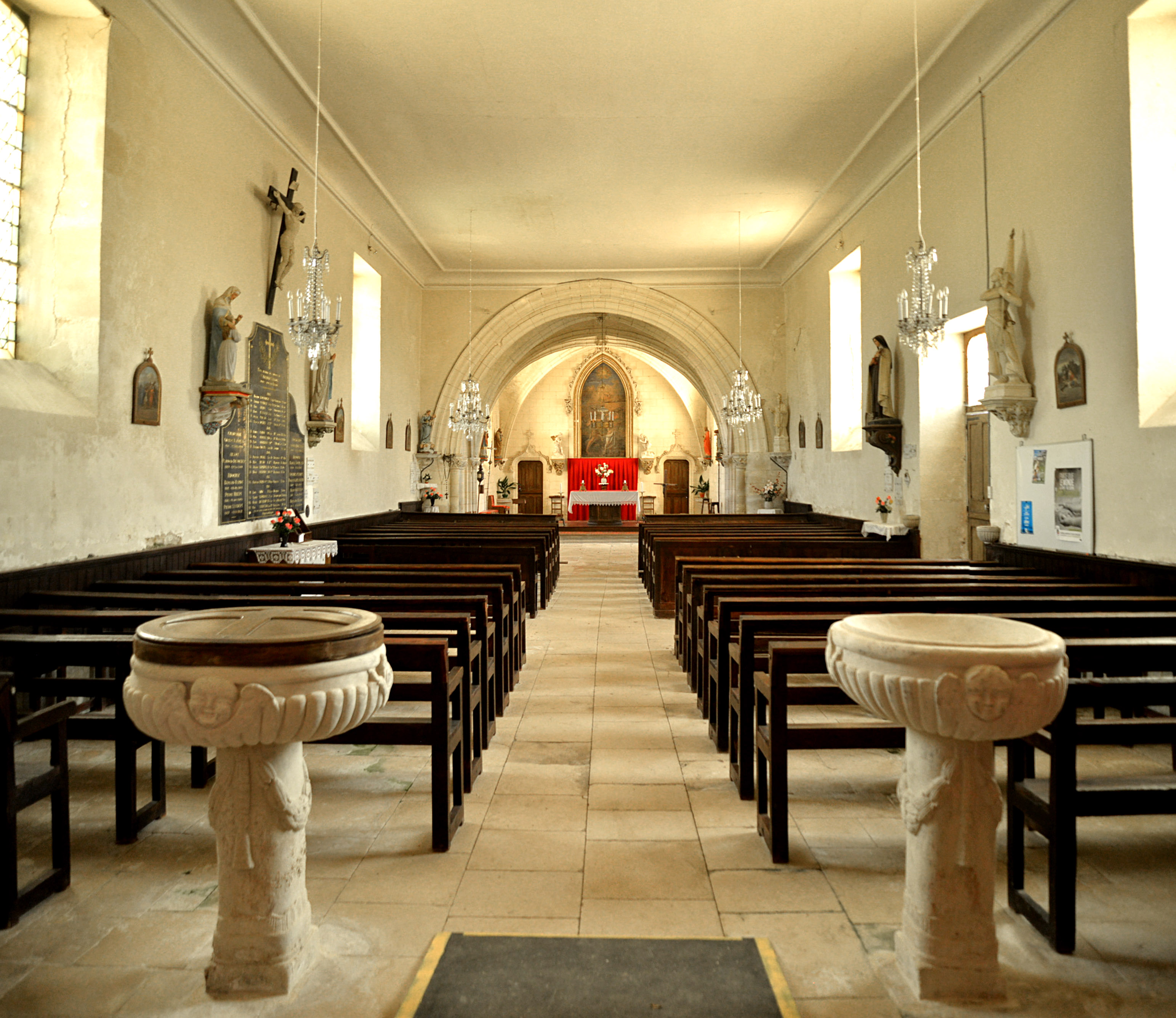
La nef de l'église Saint-Germain.
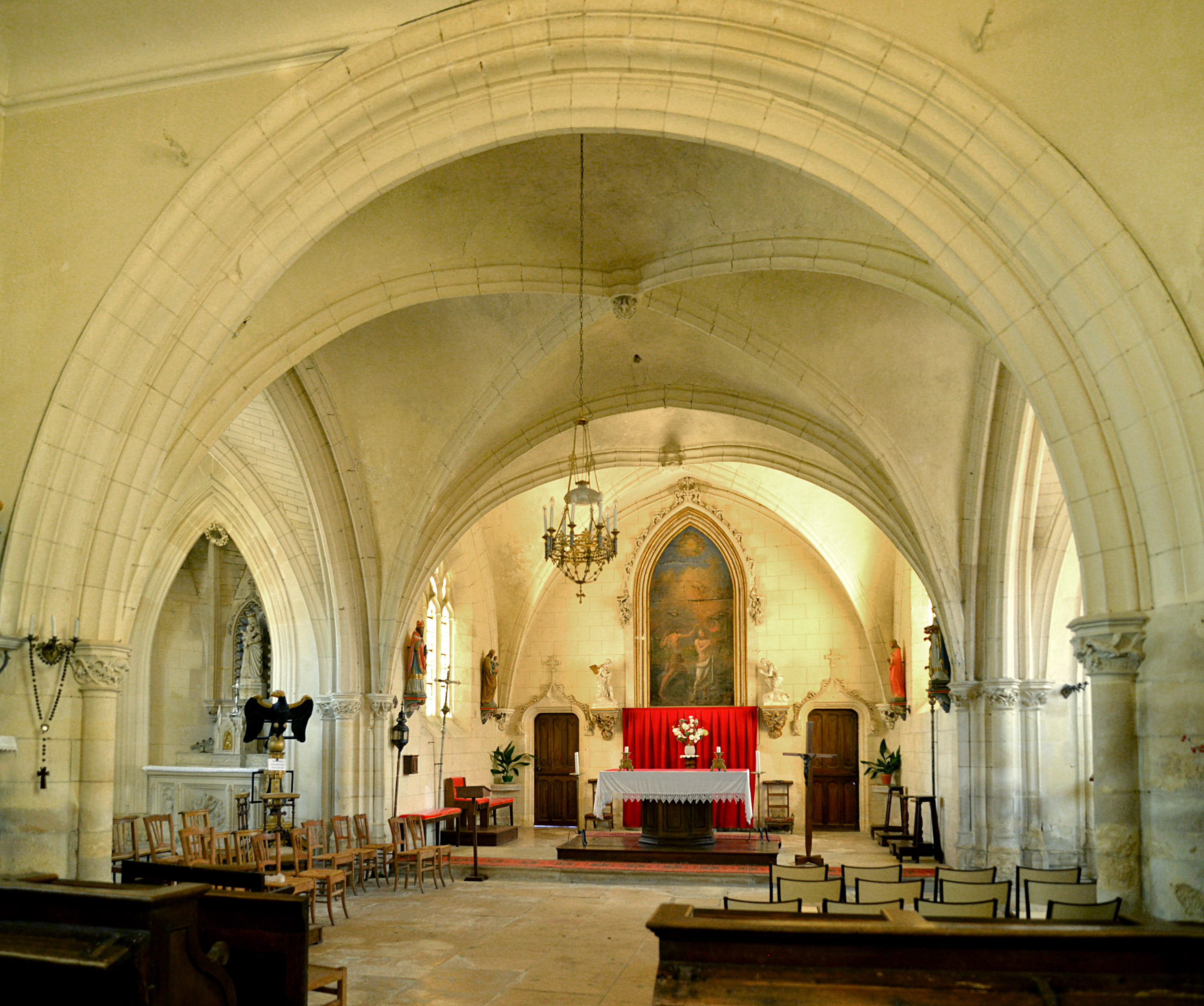
Le chœur de l'église Saint-Germain.
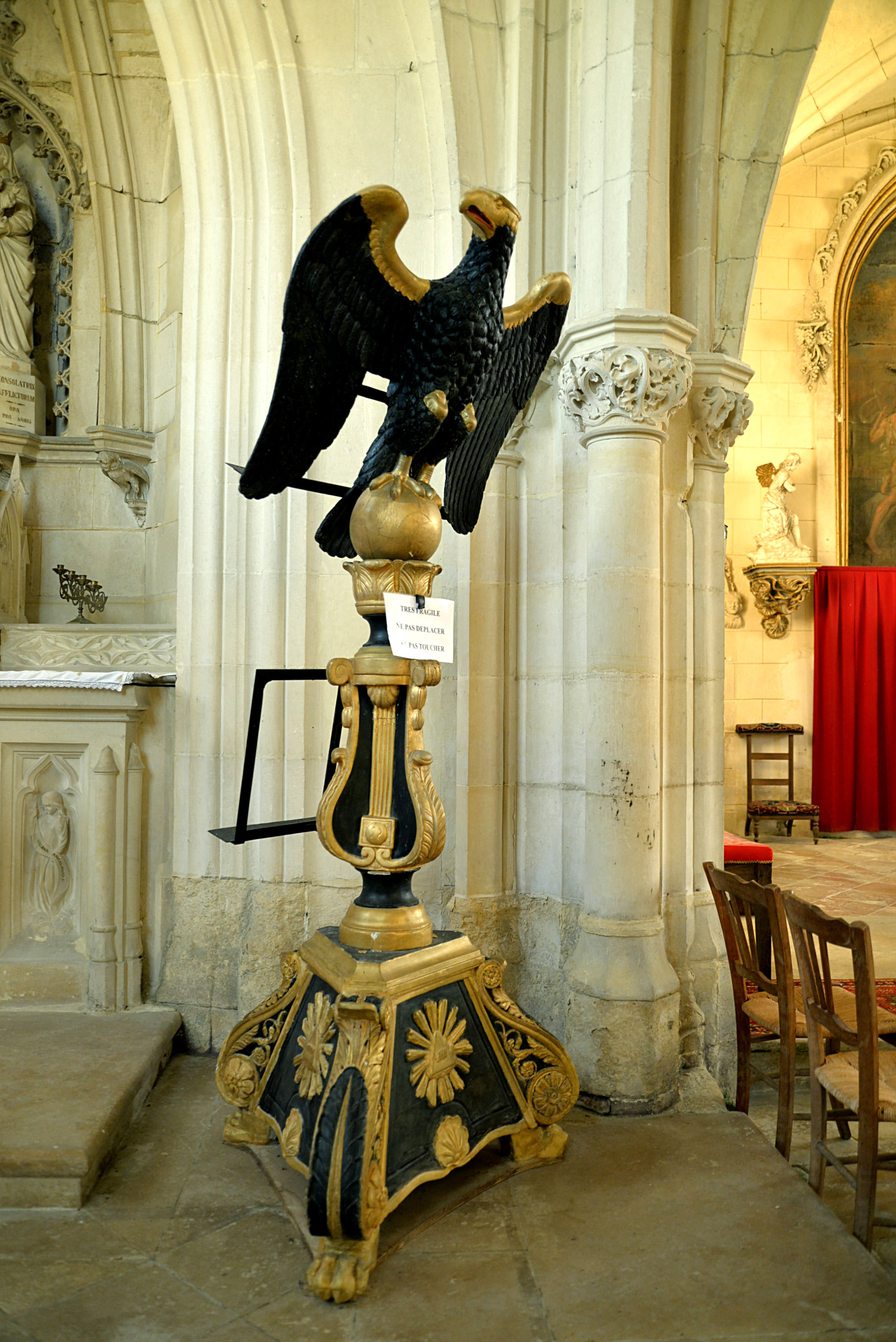
Le lutrin de l'église Saint-Germain.

## Personnalités liées à la commune
- Émile Leroi (1887-1944), artiste graveur (aquafortiste), est inhumé dans le cimetière communal[29].
- Jacqueline Coudière (1950-), ancienne institutrice et directrice d'école, maire de Saint-Germain-Langot depuis 2014, auteur de trois romans et d'un recueil de nouvelles[30].